# Isla Sans Souci
Isla Sans Souci (en inglés: Sans Souci Island) es una isla estadounidense en el río Cedar en la ciudad de Waterloo, estado de Iowa. La isla tiene una población de entre 40 y 50 habitantes y un tamaño de 40 hectáreas(100 acres), con una superficie boscosa que la cubre en su mayor parte. La isla se vio gravemente afectada por las inundaciones de Iowa de 2008. Para el 10 de junio de 2018 toda la población de la isla se vio obligada a abandonarla.